# Sofia Adolfsson
Karin Sofia Adolfsson, född 10 oktober 1991 i Längbro församling i Örebro, är en svensk montéryttare, travkusk och travtränare. Hon är en av Sveriges mest framgångsrika montéryttare och har tagit stora framgångar tillsammans med hästarna Nantucket och Candor Hall. Hennes hemmbana är Örebrotravet.

## Karriär
Sofia Adolfsson började rida häst när hon var sju år, då hennes mamma alltid haft hästar. Hon började därefter att köra ponnytrav och tog sedan licens för att träna, rida och köra.
Adolfsson har bland annat vunnit Åby Stora Montépris (2016, 2020) och Olympiamontén (2016), samt Monté-SM på Åbytravet (2017). Den 16 november 2017 debuterade Adolfsson tillsammans med Candor Hall på Frankrikes nationalarena Vincennesbanan, i loppet Prix de l’Ile d’Oleron. Ekipaget galopperade redan i starten och var aldrig med i loppet.
Adolfsson har blivit montéchampion både 2016 och 2017, då hon har vunnit flest montélopp i Sverige under ett år.
Under 2019 arbetade hon en kort tid som lärling hos travtränaren Camilla Jonasson och hade då Halmstadtravet som hemmabana.